# César Baldaccini
César Baldaccini, meglio conosciuto come César (Marsiglia, 1º gennaio 1921 – Parigi, 6 dicembre 1998), è stato uno scultore francese, seguace della piena libertà creativa e caposcuola delle tendenze materiche, caratterizzate da compressioni ed espansioni radicali di oggetti, metalli e rappresentazioni fantastiche di animali.

## Biografia

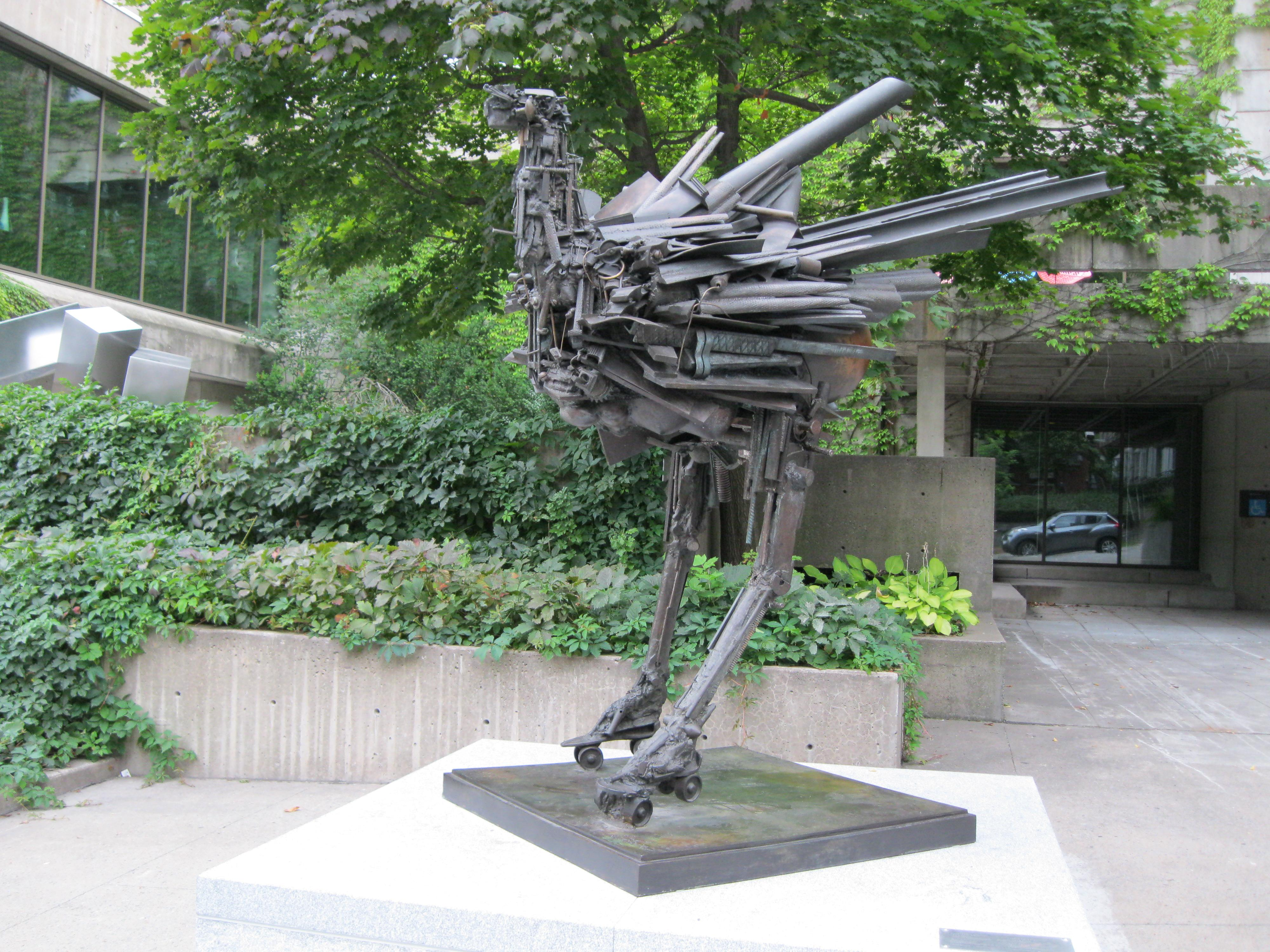
Fanny Fanny (1990), Museo di belle-arti di Montréal.

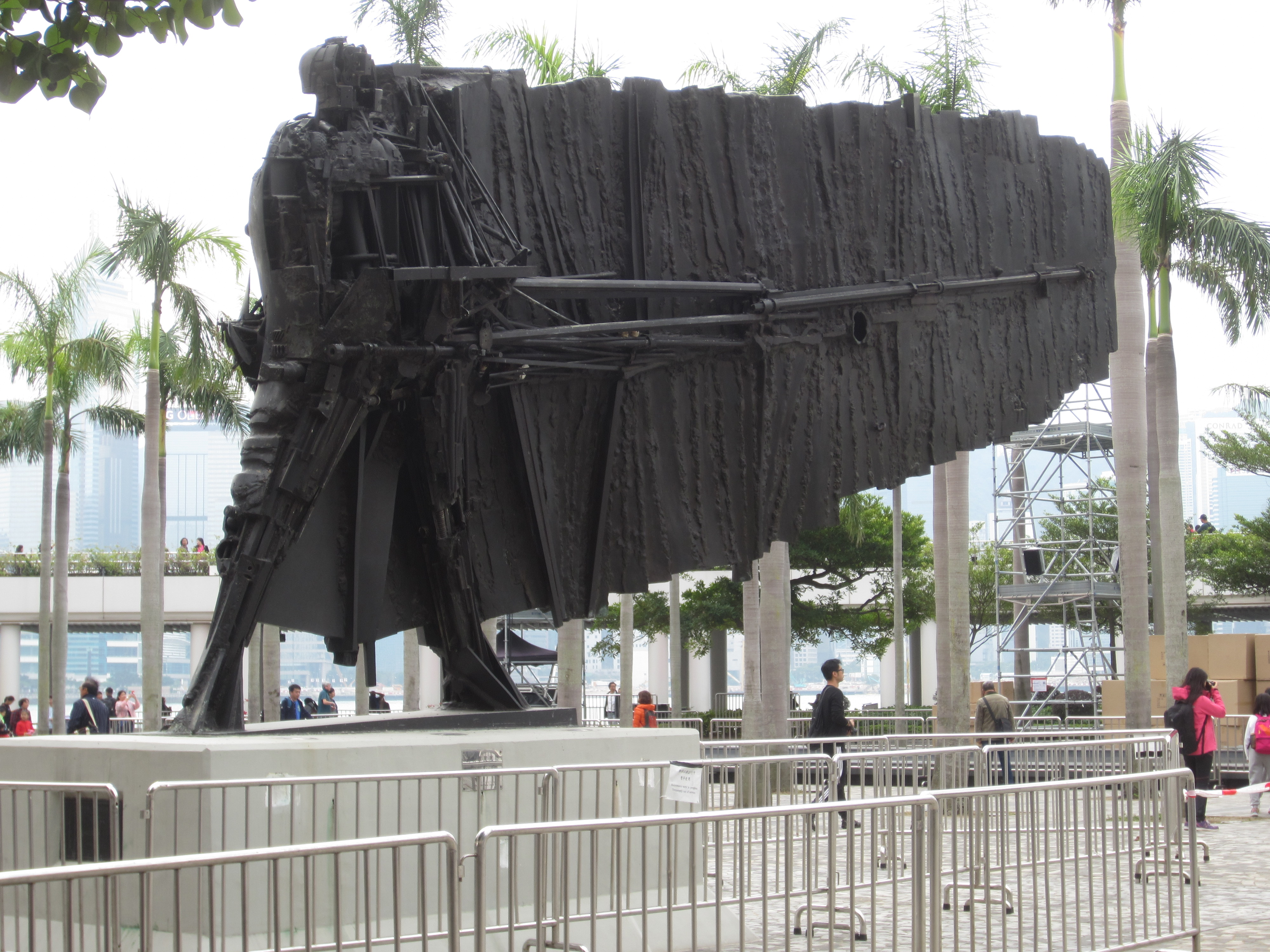
Il francese volante, Hong Kong.

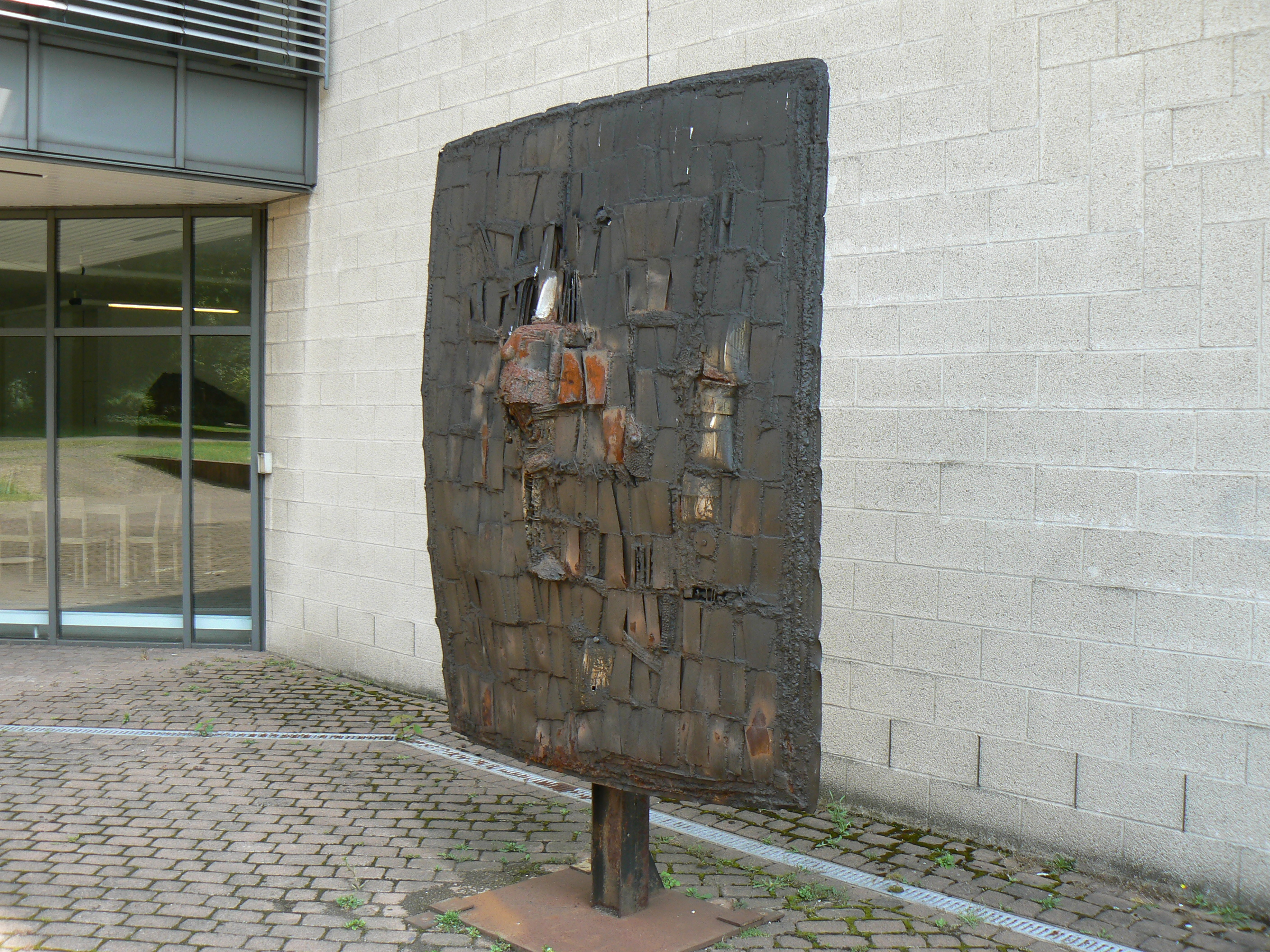
L'Homme de Figanieres, Duisburg.

Nacque a Marsiglia nel 1921 in una famiglia di origine toscana appartenente alla classe medio bassa, nella quale il padre svolse l'attività di bottaio.
Il suo percorso di formazione culturale seguì alcune tappe fondamentali, tra le quali gli studi dapprima presso la Scuola di Belle Arti marsigliese (1935-1939) e successivamente in quella omologa parigina (1943-1948), dove venne a contatto con gli ambienti di avanguardia, dei quali non accettò però le intenzioni programmatiche.
Incominciò a lavorare presso l'atelier di Marcel Gimond situato in un antico bordello della «rue de l'Échaudé».
Si mise in evidenza intorno ai primi degli anni cinquanta per la sua ricerca libera da ogni schema formale e contraria sia all'astrattismo sia alle posizioni estreme del costruttivismo e del neoplasticismo.
A causa della innovativa scelta di materie utilizzate viene ritenuto uno dei capiscuola delle correnti "materiche", basando il suo atto creativo sulla improvvisazione e sulla infinita trasformabilità di un'opera nei contenuti e nella forma.
Nel 1952, durante un soggiorno in Provenza, ampliò la gamma dei materiali usati, che spaziò dal ferro grezzo, riciclato dalle industrie metallurgiche (tubi, bulloni, viti, etc.), saldato da César tramite la fiamma ossidrica e convertito in sculture fantasiose ed inventive, ai materiali poveri, usati e deteriorati, assemblati in figure immaginarie di animali o di pura fantasia, nelle quali il gusto dell'orrido si fuse con una forte carica ironica.
Tenne la sua prima mostra personale alla Galleria parigina Lucien Durand nel 1954.
Due anni dopo partecipò alla Biennale di Venezia e a seguire a quella di San Paolo.
Nel 1961 si unì al movimento del Nouveau Réalisme con Mimmo Rotella, poi Niki de Saint Phalle e Gérard Deschamps
Agli inizi degli anni sessanta, decise di esaltare il suo gusto materico sperimentando lo schiacciamento di vecchie automobili sotto una pressa, dal quale fuoriuscirono incredibili blocchi di forma prismatica, grazie alla selezione di diversi elementi colorati presi dai mezzi meccanici.
Nello stesso periodo si unì alla corrente dei Nouveaux Réalistes formata da Arman, Yves Klein, Martial Raysse, Jean Tinguely e Pierre Restany.
Intorno al 1965 cominciò a lavorare con materiale plastico da espandere e solidificare.
Interessanti e curiosi risultarono i suoi Happenings organizzati dal 1967 al 1970, durante i quali espandeva e creava opere alla presenza del pubblico.
Nell'ultimo periodo di vita si occupò di lavorazioni di piccole sculture con assemblaggi e fusioni (gioielli) con cristalli, molti dei quali esposti in mostre personali a Nizza presso Nice Etoille, con la collaborazione di Pierre Restany e Jacques Lepage.
Il premio César du cinéma trae il suo nome proprio da Baldaccini, che ha realizzato appositamente per l'Académie des arts et techniques du cinéma l'opera unica, di cui i trofei consegnati ai vincitori delle varie categorie sono l'esatta riproduzione.
Il premio, istituito da Georges Cravenne, amico di Baldaccini, intende premiare i migliori prodotti del cinema francese.
Alcuni esempi della sua arte si possono vedere presso il Centre national d'art et de culture Georges-Pompidou (Bas relief, Tortue, le Diable), al Musée d'art moderne de la Ville, al Cimitero di Montparnasse, al Ministero delle Poste parigino, al MAC e al Bonneveine Centre (Le Pouce Géant) marsigliese e al Musée de la Ville de Nice.
La sua opera Conserve expansion - Martial Raysse, 1970-1972, alluminio, è conservata al Museo Cantonale d'Arte di Lugano.